# Andrew Cohen (gouverneur colonial)
Pour les articles homonymes, voir Andrew Cohen.
Andrew Benjamin Cohen, né le 7 octobre 1909 et mort le 17 juin 1968, est un administrateur colonial britannique.

## Biographie
Descendant de Levi Barent Cohen, Andrew Benjamin Cohen étudie à Malvern College et à Trinity College.
Il est gouverneur de l'Ouganda de 1952 à 1957.

## Fédération de Rhodésie et du Nyassaland
En tant que sous-secrétaire adjoint du Secrétaire d'État aux Colonies pour les affaires africaines, Cohen participe aux négociations en vue de la création d'un État fédéral pour le Rhodésie du Nord, le Rhodésie du Sud et le Nyassaland en 1950. Le juif Cohen, traumatisé par l'Holocauste, était un antiraciste et un défenseur des droits des Africains. Cependant, il compromet ses idéaux pour combattre une menace qu'il perçoit comme encore plus menaçante : le risque que la Rhodésie du Sud, si elle devient hostile, tombe dans l'orbite du gouvernement du Parti national en Afrique du Sud.
Pour Cohen, le risque d'une suprématie blanche afrikaner radicale représentait une plus grande menace que la perpétuation du système d'ascendance blanche moins inflexible et paternaliste de la Rhodésie du Sud. Ayant accepté ce compromis, Cohen est devenu l'un des principaux architectes et l'une des forces motrices de la création de la Fédération, semblant souvent démêler à lui seul les impasses et les débrayages des parties respectives.
Les négociations et les conférences ont en effet été ardues. La Rhodésie du Sud et les Territoires du Nord avaient des traditions très différentes en ce qui concerne la "question autochtone" (les Africains) et les rôles qu'ils étaient censés jouer dans la société civile. Ainsi, il a fallu près de trois ans pour que la CAF soit établie. Et, une fois établie, elle s'est avérée être "l'un des pays les plus élaborés du monde en matière de gouvernance".

## Gouverneur de l'Ouganda
En 1952, il est nommé gouverneur de l'Ouganda, avec pour mission de préparer ce pays à l'indépendance. Il réorganise le Conseil législatif (LEGCO) pour y inclure des représentants africains élus dans les districts de tout l'Ouganda, créant ainsi la base d'un parlement représentatif. Il a également lancé des initiatives économiques, notamment la création de l'Uganda Development Corporation.
En 1953, le Lukiiko (Parlement) du Buganda demande l'indépendance de l'Ouganda. Edward Mutesa II, le Kabaka (roi) du Buganda, exige que le Buganda soit séparé du reste du protectorat et transféré sous la juridiction du Foreign Office. Le 30 novembre, Cohen dépose le Kabaka et ordonne son exil à Londres. Son départ forcé fait du Kabaka un martyr instantané aux yeux des Bagandas, dont le séparatisme latent et les sentiments anticolonialistes déclenchent une tempête de protestations. L'action de Cohen s'est retournée contre lui, et il n'a trouvé personne parmi les Bagandas qui soit prêt ou capable de mobiliser un soutien pour ses projets. Après deux années frustrantes d'hostilité et d'obstruction incessantes de la part des Ganda, Cohen est contraint de rétablir "Kabaka Freddie", qui revient à Kampala le 17 octobre 1955. Abu Mayanja était parmi ceux qui ont escorté Sir Edward Mutesa de son exil londonien en 1955.
Les négociations menant au retour du Kabaka, bien que semblant satisfaire les Britanniques, furent une victoire retentissante pour les Bagandas. Cohen a obtenu que le Kabaka accepte de ne pas s'opposer à l'indépendance dans le cadre plus large de l'Ouganda. Non seulement le Kabaka est rétabli en retour, mais pour la première fois depuis 1889, le monarque reçoit le pouvoir de nommer et de révoquer ses chefs (fonctionnaires du gouvernement du Buganda) au lieu d'agir comme une simple figure de proue pendant qu'ils dirigent les affaires du gouvernement. Le nouveau pouvoir du Kabaka est dissimulé sous l'affirmation trompeuse qu'il ne serait qu'un "monarque constitutionnel", alors qu'en réalité, il joue un rôle de premier plan dans la décision sur la manière dont l'Ouganda sera gouverné et deviendra le premier président du pays en 1962.

## Conseil de tutelle de l'ONU
À partir de 1957, Cohen est le représentant du Royaume-Uni auprès du Conseil de tutelle des Nations unies. En 1959, il est membre de la mission spéciale à Samoa pour négocier son indépendance de la Nouvelle-Zélande. Il participe à l'incorporation du Cameroun méridional à la République du Cameroun, le 1er octobre 1961. Cohen s'était prononcé contre l'octroi de l'indépendance à cette partie du Cameroun britannique, et les indépendantistes du Cameroun méridional lui ont reproché le fait que l'ONU n'ait pas permis que cette question soit posée.

## Distinctions
- Ordre de Saint-Michel et Saint-Georges Chevalier commandeur (KCMC)
- Ordre de l'Empire britannique à titre civil Officier (OBE)